# Movement
Movement este albumul de debut al trupei New Order, lansat în noiembrie 1981 prin Factory Records. La momentul lansării, materialul nu a fost foarte bine primit de critici și fani, atingând doar locul 30 în topul britanic al albumelor. 

## Tracklist
1. "Dreams Never End" (3:13)
2. "Truth" (4:37)
3. "Senses" (4:45)
4. "Chosen Time" (4:07)
5. "ICB" (4:33)
6. "The Him" (5:29)
7. "Doubts Even Here" (4:16)
8. "Denial" (4:20)

- Toate cântecele au fost scrise de New Order.

## Componență
- Bernard Sumner - voce, chitară, sintetizatoare și programare
- Peter Hook - bas cu 4 și 6 coarde, voce
- Gillian Gilbert - sintetizatoare și programare, chitare
- Stephen Morris - tobe, sintetizatoare și programare